# Jurij Czekranow
Jurij Andriejewicz Czekranow, ros. Юрий Андреевич Чекранов (ur. 31 października 1943 w Ufie) – radziecki żużlowiec, występujący również na torach lodowych.
Złoty medalista indywidualnych mistrzostw Rosji (1963). Sześciokrotny medalista drużynowych mistrzostw Związku Radzieckiego: pięciokrotnie złoty (1964, 1967, 1968, 1969, 1970) oraz srebrny (1963) – wszystkie w barwach klubu Baszkiria Ufa. Trzykrotny medalista indywidualnych mistrzostw Rosji w wyścigach motocyklowych na lodzie: dwukrotnie złoty (1968, 1973) oraz brązowy (1966).
Reprezentant Związku Radzieckiego na arenie międzynarodowej. Trzykrotny finalista drużynowych mistrzostw świata, w tym dwukrotny srebrny medalista tych rozgrywek (Abensberg 1964, Wrocław 1966). Startował również w eliminacjach indywidualnych mistrzostw świata, najlepszy wynik uzyskując w 1964 r. we Wrocławiu, zajmując XIV w finale europejskim (wówczas ostatniej kontynentalnej eliminacji do finału światowego).